# Anacanthotermes turkestanicus
Anacanthotermes turkestanicus es una especie de termita cosechadora del género Anacanthotermes, de la familia Hodotermitidae, orden Blattodea. Fue descrita por Jacobson en 1905.
Se distribuye por Asia: Irán, Kazajistán, Tayikistán, Turkmenistán y Uzbekistán. Fue publicada en Jacobson, G. (1905) Zur Kenntnis der Termiten Russlands. Annuaire du Musée Zoologique de l'Académie Impériale des Sciences de St.-Pétersbourg 9, 57–107.
.